# Liceo ginnasio statale Emanuele Duni
Il Liceo ginnasio statale "Emanuele Duni" è un liceo classico della città di Matera, fondato nel 1864. Venne fondato con il nome iniziale di "Regio Liceo di Matera".
Il liceo venne intitolato, nel 1868, ad Emanuele Duni (Matera 1714 – Napoli 1781) illustre giurista materano appartenente ad una famosa famiglia che ha dato i natali ad altri insigni personaggi di caratura nazionale ed europea.
Fu membro dell’Arcadia col nome di Retico e grande estimatore della filosofia di Giambattista Vico, il Duni insegnò diritto nell’antico Seminario e poi intraprese la carriera universitaria come docente ordinario di diritto canonico e civile presso l’Università degli Studi di Roma. Fu autore di opere molto apprezzate di storia e di filosofia del diritto tra cui la più nota: "Sulla giurisprudenza universale o Sistema sul diritto universale", opera dedicata al Bernardo Tanucci, famoso ministro di Carlo III di Borbone.

## Elenco delle denominazioni
- Regio liceo ginnasio di Matera, 1864 - 1868
- Liceo ginnasio comunale Emanuele Duni di Matera, 1869 - 1875
- Liceo ginnasio pareggiato Emanuele Duni di Matera, 1875 - 1881
- Regio liceo ginnasio Emanuele Duni di Matera, 1882 - 1904[2]

Nel 2015 assume la denominazione I.I.S. E.Duni-C.Levi, divenendo un Istituto d'Istruzione Superiore assieme al Liceo artistico Carlo Levi.

## Persone legate al liceo
Tra i docenti di maggiore fama; il poeta Giovanni Pascoli, che vi insegnò tra il 1882 e il 1884, il filologo e critico letterario Antonio Restori, l'archeologo Giuseppe Botti, il poeta, scrittore e critico letterario Giuseppe Lipparini, il geografo Arcangelo Ghisleri, il giornalista Paolo Orano, il filosofo Vito Fazio Allmayer, lo scrittore e critico letterario Gioacchino Brognoligo. Tra gli altri vi si sono diplomati; il critico letterario Giuseppe De Robertis, il filosofo e storico della filosofia Eustachio Paolo Lamanna, il filologo classico Nicola Festa, il pittore Luigi Guerricchio, l'antropologo Giovanni Battista Bronzini, l'accademico e partigiano Giambattista Salinari, il poeta Michele Rigillo, il grecista e latinista Vincenzo D'Addozio (Capo di Gabinetto del Ministero dell'Istruzione). Rocco Montano, critico letterario e dantista, tra gli allievi ed i docenti.

## Sede
Oggi l'istituto ha una nuova sede realizzata negli anni sessanta del novecento ma originariamente era sua sede l'ex seminario lanfranchiano, trasformato in Regio Liceo con annesso Convitto Nazionale, in palazzo Lanfranchi. L'istituto diede anche il nome alla strada che vi conduceva (via Liceo). Nel 2018, a pochi giorni dall'inizio della scuola, a causa di problemi strutturali, la sede è stata dichiarata inagibile. Essa è stata posta per un mese provvisoriamente presso l'Istituto Agrario di Matera, per poi essere nuovamente dislocata presso l'Università degli Studi di Basilicata, in via Castello.

## Ritrovamento di radio
Durante l'anno accademico 2003-2004 è stata rinvenuta presenza di materiale radioattivo, rendendo il liceo soggetto di articoli di giornale e televisivi. Un dipendente di una vicina università aveva portato un contatore Geiger a scuola a scopo dimostrativo. Questo oggetto, durante una dimostrazione, ha iniziato a segnalare la presenza di una sorgente radioattiva all'interno della scuola, che in seguito si è scoperto essere un campione di radio 226 contenuto nell'antica collezione di strumenti scientifici della scuola, che si trovava all'ultimo piano.